# Храм Різдва Христового (Нижньокундрюченська)
Храм Різдва Христового (рос. Храм Рождества Христова) — православний храм в станиці Нижньокундрюченська, Усть-Донецький район, Ростовська область, Росія. Належить до Волгодонській єпархії Московського патріархату. Побудований у 1906 році. Один з найбільших сільських православних храмів у Європі.

## Історія
Станиця Нижнекундрюченская була однією з найбагатших в усій Області Війська Донського. Чисельність її населення до початку XX століття становила близько 7 000 осіб.
Храм в ім'я Різдва Христового став третім храмом, побудованим в станиці. До нього в XVIII столітті були зведені дві дерев'яні церкви.
Новий храм вирішили будувати з цегли. В 1902 р. під керівництвом архітектора та головного будівельника Івана Родомського почалися роботи з його зведення. Спочатку було вирішено забити 4 000 чотириметрових паль для фундаменту. На цю велику роботу пішло близько року. Тим не менше в загальному і цілому роботи просувалися дуже швидко. У них брали безпосередню участь майже всі жителі станиці.
12 жовтня 1906 року храм був освячений протоієреєм Василем Ільїнським.
У 1930-ті роки влада робила неодноразові спроби закрити церкву, які зустрічали протидію місцевих мешканців. Прибулий в 1933 році загін НКВС розігнав захисників церкви, після чого в станиці почалися арешти. Зрештою храм був закритий і розграбований. Дзвони були відправлені на переплавку.
У роки Другої світової війни богослужіння в храмі поновилися. Проте вже в 1961 році храм був закритий вдруге, його приміщення використовувалися під спортивний зал, а потім його перетворили в колгоспний склад.
У 1990 році храм знову відкрили, в тому ж році почалися роботи з його відновлення, які тривали аж до 2008 року.

## Опис храму
Церква має три престоли: головний освячений на честь Різдва Христового, північний — на честь Святої Трійці, південний — на честь Казанської ікони Божої Матері.
Будівля займає площу в 940 кв. м., висота стін ― 56 м, висота від землі до хреста ― 76 м.
Стіни храму і стеля всередині не розписані.